# Metro Vancouver
Regionální okres Metro Vancouver je jeden z regionálních okresů v kanadské provincii Britská Kolumbie. Skládá se z metropolitního území obklopující město Vancouver. Označuje se také jako Metropolitní území Vancouveru (Vancouver Metropolitan Area) nebo Velký Vancouver (Greater Vancouver). Metro Vancouver se až do srpna 2007, kdy došlo ke změně názvu, oficiálně jmenoval Regionální okres Velký Vancouver (Greater Vancouver Regional District, GVRD)
Správa Metro Vancouveru sídlí ve městě Burnaby. Nejdůležitějším a největším městem v oblasti je Vancouver. V srpnu 2007 správní rada jednohlasně schválila návrh předložený vládě provincie na změnu oficiálního jména na Metro Vancouver. Nové jméno bylo oficiálně oznámené v září 2007.

## Poloha a základní informace
Regionální okres leží v jihozápadní části Britské Kolumbie. Jeho území tvoří západní polovinu regionu Lower Mainland, který se rozprostírá v širším okolí města Vancouver. Východní část regionu zabírá
Regionální okres Fraser Valley.
Pří sčítání lidu v roce 2001 měl tehdy ještě Velký Vancouver 1 986 965 obyvatel. V roce 2006 žilo v kraji již 2 116 581 obyvatel, což reprezentuje 6,5% nárůst za pět let. Tato čísla ukazují, že zde žije polovina obyvatel provincie Britská Kolumbie. Z třiceti nejvíce zalidněných samosprávních územních celků v provincii se třináct nachází v oblasti Metro Vancouver. Oblast se rozprostírá na ploše 2 877,36 km².

## Obce v oblasti Metro Vancouver
Metropolitní oblast se skládá z 21 "začleněných" obcí a jednoho "nezačleněného" volebního území.
| Obec            | Druh obce     | Počet obyv. |
| --------------- | ------------- | ----------- |
| Anmore          | vesnice       | 1673        |
| Belcarra        | vesnice       | 723         |
| Bowen Island    | ostrovní obec | 3424        |
| Burnaby         | město         | 204 324     |
| Coquitlam       | město         | 121 973     |
| Delta           | okresní město | 102 655     |
| Langley         | město         | 25 716      |
| Langley         | okresní město | 97 125      |
| Lions Bay       | vesnice       | 1421        |
| Maple Ridge     | okresní město | 73 280      |
| New Westminster | město         | 57 480      |
| North Vancouver | město         | 46 759      |
| North Vancouver | okresní město | 87 083      |
| Pitt Meadows    | město         | 16 673      |
| Port Coquitlam  | město         | 57 563      |
| Port Moody      | město         | 28 458      |
| Richmond        | město         | 173 430     |
| Surrey          | město         | 393 137     |
| Vancouver       | město         | 583 267     |
| West Vancouver  | okresní město | 44 149      |
| White Rock      | město         | 19 577      |

### Nezačleněná volební oblast A
Nezačleněná Electoral Area A - Volební oblast A zahrnuje všechny nezačleněné území v rámci hraníc kraje, včetně ostrova Barnston a oblasti patřící Univerzitě Britské Kolumbie (University Endowment Lands). Na území této oblasti žije 8 813 obyvatel (2005).

### Indiánské rezervace
Na území regionálního okresu leží 17 indiánských rezervací, v kterých žije 7177 domorodců (2005).
- Barnston Island 3
- Burrard Inlet 3
- Capilano 5
- Coquitlam 1
- Coquitlam 2
- Katzie 1
- Katzie 2
- Langley 5
- Matsqui 4

- McMillan Island 6
- Mission 1
- Musqueam 2
- Musqueam 4
- Semiahmoo
- Seymour Creek 2
- Tsawwassen
- Whonnock 1

## Etnické rozdělení populace
| Etnická skupina | Počet obyvatel | Procent |
| --------------- | -------------- | ------- |
| Evropané        | 1 200 010      | 63,5 %  |
| Číňané          | 332 560        | 17,6 %  |
| Filipínci       | 54 280         | 2,8 %   |
| Ostatní Asijci  | 161 145        | 8,5 %   |
| Smíšené skupiny | 44 680         | 2,3 %   |

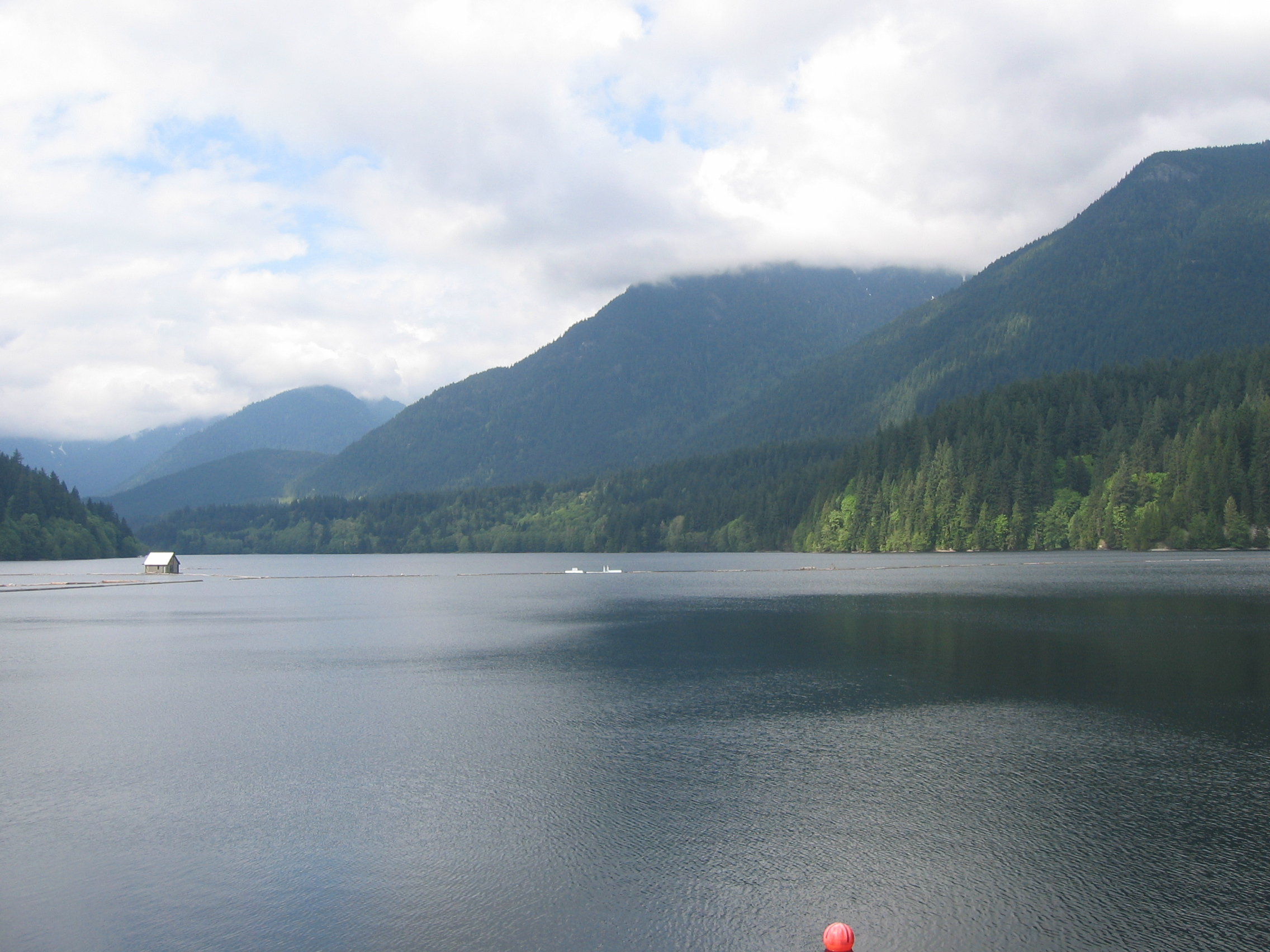
Vodní nádrž Capilano

Indiánská populace se pohybuje na úrovni 1,9 % z celkového počtu obyvatel.

## Administrativa

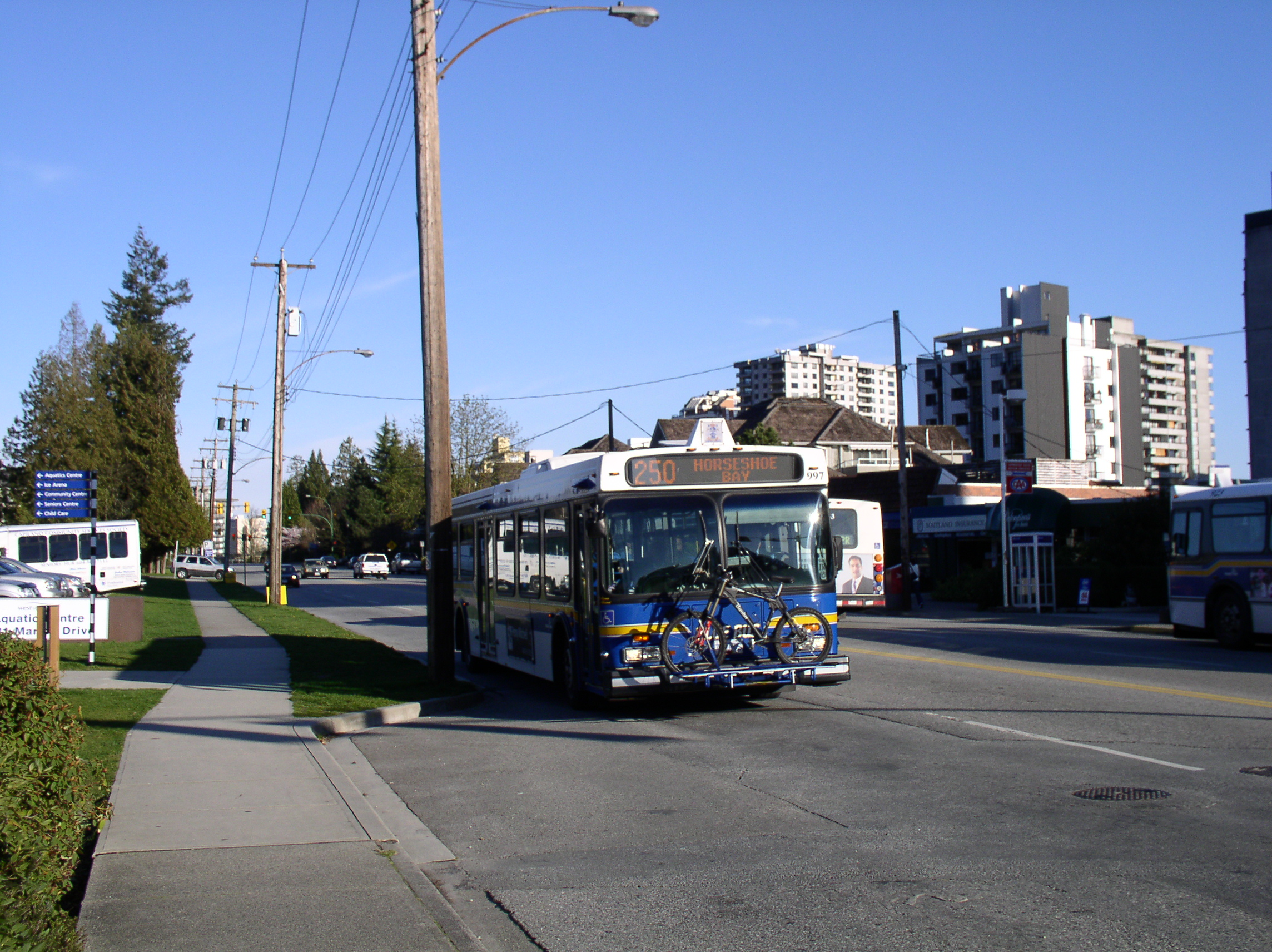
Autobus na trase Horseshue Bay (Dundarave) Vancouver
ve městě West Vancouver

Základní úlohou Regionálního okresu Metro Vancouver je správa veřejných služeb a zdrojů v metropolitní oblasti. Patří mezi ně zejména zabezpečení a údržba vodních zdrojů a vodovodů, kanalizace a odpadů, doprava, ubytování a péče o kvalitu ovzduší a parků. Metro Vancouver se stará o 19 parků a několik přírodních rezervací.

Systém veřejné dopravy TransLink je rozdělený do 3 zón

Systém vodovodů se rozprostírá na ploše přes 2600 km². Dostatek pitné vody zabezpečují pro obyvatele tři vodní nádrže - Coquitlam, Capilano a Seymour. Clevelandova přehrada, součást vodní nádrže Capilano poskytuje přes 40 procent pitné vody pro potřeby kraje.
Regionální okres Metro Vancouver zajišťuje provoz sítě městské hromadné dopravy TransLink, sítě silnic, dálnic a mostů v oblasti. TransLink provozuje systém AirCare - péče o ovzduší, který se zaměřuje na zlepšení kvality ovzduší snížením škodlivých emisí z výfukových plynů automobilů. V rozmezí let 1992 až 2002 došlo ke snížení emisí v ovzduší v městských oblastech o 35 procent.